# Seiji Itō
Seiji Itō (伊藤 精司 Itō Seiji?,  1 de marzo de 1882 - 22 de junio de 1964) fue un militar del Ejército Imperial Japonés. Ostentaba el rango de Mayor General del Ejército. Tenía los títulos en artes marciales de la Dai Nippon Butokukai en esgrima con bayoneta y en kendo. Su escuela de artes marciales era la Shinkage-ryū.
Sirvió como instructor en la Academia Militar de Toyama, comandante del Regimiento Toyama, comandante del 45.º Regimiento de Infantería, profesor en la Escuela de Policía Militar del Ejército y jefe del Departamento de Arte Marcial de la Facultad Especial de la Universidad de Takuji.
Nació en la prefectura de Niigata. En 1897 ingresó a la Escuela Secundaria de Niigata, donde estudió Shinkage-ryū. En marzo de 1905 se graduó de la Academia Militar del Ejército (17.ª promoción) y en abril del mismo año fue comisionado como teniente de infantería. Luego se convirtió en uno de los mejores espadachines del Ejército.
En 1929, participó en la competencia de seleccionados en la sección de guerreros designados del Torneo Nacional de Artes Marciales en conmemoración del Gran Festival. En la liga preliminar, luchó contra Yuji Asa, Norimasa Koseki y Hiromichi Hayasaka, ganando dos combates y perdiendo uno contra Koseki. En la final contra Asa, quien tenía la misma puntuación, fue derrotado y eliminado en la liga preliminar.
En 1934, actuó como juez y seleccionado en la sección de guerreros designados del Torneo Nacional de Artes Marciales en conmemoración del Nacimiento del Alteza Imperial. En la liga preliminar, luchó contra Toyoji Hashimoto, Mitsuo Tsuruta y Uyuki Eguchi, ganando dos combates y perdiendo uno contra Hashimoto. En la final contra Hashimoto y Eguchi, quienes tenían la misma puntuación, fue derrotado por Eguchi y eliminado en la liga preliminar.
El 7 de marzo de 1936, ascendió al rango de Mayor General del Ejército y fue puesto en espera. El 17 de marzo del mismo año, fue transferido a la reserva.
En 1940, participó en un enfrentamiento de diferentes disciplinas de artes marciales en el Torneo Conmemorativo del Bicentenario de la Era Imperial, representando la esgrima de bayoneta como maestro. Realizó una exhibición en un combate especial contra Miyazaki Shigeru, un maestro de kendo.

## Honores
- 15 de agosto de 1940 - Medalla Conmemorativa del Bicentenario de la Era Imperial.[5]